# Jason Crew
Jason Crew (nacido el 27 de febrero de 1982 en Escondido, California) es un actor estadounidense que protagoniza películas pornográficas gays y bisexuales. Actualmente es un actor exclusivo de Raging Stallion Films en Los Ángeles, California.
Entre la particularidad del actor, está la auto-felación y el auto-placer ante las cámaras de grabación.

## Filmografía
- Buckshot
  - Big Rig (2006), bottoms for Gus Mattox; tops Tamas Esterhazy and Brian Hansen.
  - LeatherBound (2005)
  - Beyond Perfect (2005)

- Barrett Long
  - Barrett Long's XXX Amateur Hour 11, sucks Barrett Long and tops Antonio Milan.

- The Body Shoppe
  - Jason Crew: The Making Of A Porn Star

- Channel 1
  - Drifter 2 - Like Father, Like Son (2006), topping Mario Cruz.
  - Squirt (2005), bottoming for Corbin Michaels, with Dick James.

- Falcon Studios
  - FVP-166 Big Dick Club (2006), bottoms for Barrett Long.
  - MVP-072 Bang Bang (2005), sucked by Tag Adams in a 4-way; topping Jagger in the final orgy.

- Gino Pictures
  - Hungry 4 Sex 2 (2007), riding Eric Hung.
  - Four Score 2 (2006), topping John Marcus.

- Hot House
  - Jason Crew solo, jack-off and self-fuck scene.
  - Pack Attack 1: Kent North, fucks himself and Kent North.

- Raging Stallion
  - Gunner World (2009), topping Damian Rios.
  - Menace (2009), jack-off scene.
  - The Big Island (2007), topping Marc LaSalle; flip-flopping with Troy Plowman.
  - Lords of the Jungle (2006), topping Matt Cole and Jake Deckard.
  - Apex (2006), jack-off scene

- Studio 2000
  - Fucked (2006), bottoming for Ross Stuart, topping Franco Santoro.
  - In the Jeans (2005), flipflopping with Jason Harley.
  - Weekend Blowout (2004), topping Ty Walker and Justin Wells.
  - Flesh (2004), sucks and fucks Erik Rhodes in and out of a pool.

- US Male
  - Jason's Crew: Hard Hat Daddy Gangbang (2005), tops Andrew Addams, Jack Sanders, Park Wiley, Jeraldo and Tom Moore.
  - Dads 'n Lads 1 (2005)

- Lucas Entertainment
  - Rapture Inn (2008), bottoming for Ray Star, bottoming for Jarrod.